# Campionati italiani di ski cross 2022
I Campionati italiani di ski cross 2022 si sono svolti a Passo San Pellegrino il 6 marzo. Il programma ha incluso sia la gara femminile che la gara maschile. 
Trattandosi di competizioni valide anche ai fini del punteggio FIS, vi hanno partecipato anche sciatori di altre federazioni, senza che questo consentisse loro di concorrere al titolo nazionale italiano.

## Risultati

### Uomini
| Pos. | Atleta               | Nazione     |
| ---- | -------------------- | ----------- |
| 1    | Simone Deromedis     | Italia      |
| 2    | Yanick Gunsch        | Italia      |
| 3    | Satoshi Furuno       | Giappone    |
| 4    | Tyler Wallasch       | Stati Uniti |
| 5    | Christopher Delbosco | Canada      |
| 6    | Xander Vercammen     | Belgio      |
| 7    | Federico Tomasoni    | Italia      |
| 8    | Callum McEwen        | Canada      |
| 9    | Dominik Zuech        | Italia      |

### Donne
| Pos. | Atleta              | Nazione  |
| ---- | ------------------- | -------- |
| 1    | Jole Galli          | Italia   |
| 2    | Antoinette Tansley  | Canada   |
| 3    | Emeline Bennett     | Canada   |
| 4    | Sachi Hirakawa      | Giappone |
| 5    | Rebecca Paoli       | Italia   |
| 6    | Ida Hellstroem      | Svezia   |
| 7    | Giorgia Graifemberg | Italia   |
| 8    | Kiersten Vincett    | Canada   |
| 9    | Sage Stefani        | Canada   |
| 10   | Julia Zeitz         | Svezia   |
| 11   | Samantha Carter     | Canada   |
| 12   | Olivia Wenk         | Germania |
| 13   | Nathalie Bernard    | Italia   |